# 聖文生·德·保祿教堂

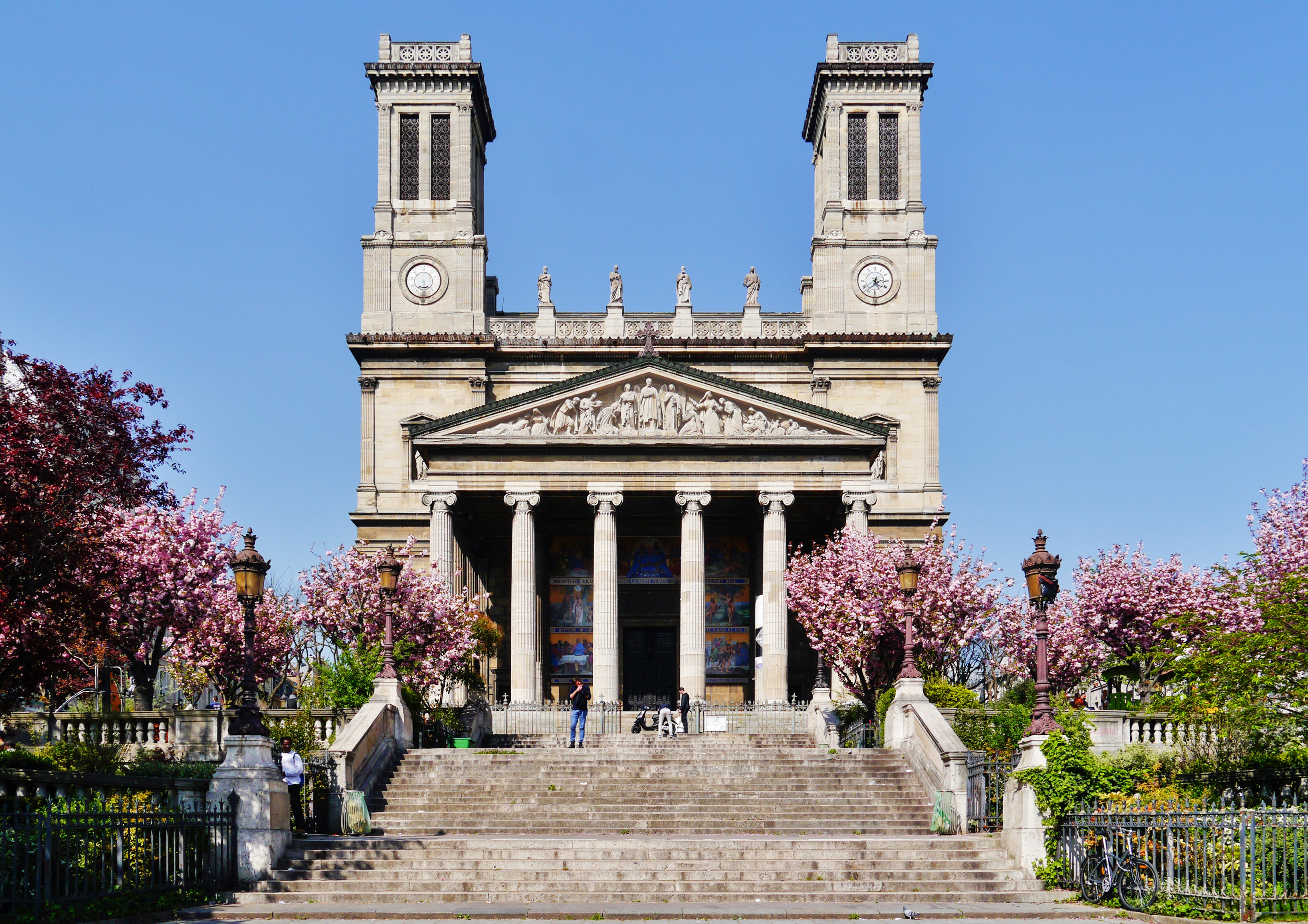
聖文生·德·保祿教堂

聖文生·德·保祿教堂（法語：Église Saint-Vincent-de-Paul）是一座罗马天主教教堂，位于法國首都巴黎第十区的弗朗茨·李斯特广场（Place Franz-Liszt）。
聖文生·德·保祿教堂修建於1824年至1844年。

## 外部連結
- The Cambridge History of Christianity, p105 （页面存档备份，存于）
- （法文） L'Internaute Magazine: Diaporama （页面存档备份，存于）
- （法文） Structurae （页面存档备份，存于） ; see in particular a view of the church's interior[永久].
- （法文） Organs of Saint-Vincent-de-Paul

48°52′44″N 2°21′07″E / 48.87889°N 2.35194°E